# عطر داغ
عطر داغ فیلمی سینمایی به کارگردانی علی ابراهیمی و نویسندگی علی حمیدنژاد و علی شورورزی، با تهیه کنندگی امیر شهاب رضویان محصول سال ۱۳۹۷ است.

## خلاصه داستان
عطر داغ روایتگر داستان دختر جوانی است که شبی را بیرون از خانه می‌ماند و این تنهائی او را وارد زندگی دیگری می‌کند.

## بازیگران
| بازیگران          | نقش    |
| ----------------- | ------ |
| خاطره اسدی        | مریم   |
| مهرداد صدیقیان    | نیما   |
| بهاره کیان افشار  | سارا   |
| شهرام حقیقت دوست  | احمد   |
| سیما تیرانداز     | محبوبه |
| شیوا مکی نیان     | ملیحه  |
| احسان امانی       | هاشم   |
| کریم اکبری مبارکه | پدر    |
| مهوش صبرکن        | مادر   |
| آیسان حداد        | مهدیه  |

## نمایش
فیلم عطر داغ علاوه بر نمایش در جشنوارهای بین‌المللی فیلم لندن ۲۰۱۸، در بنگلور هند ۲۰۱۹ و ماربلا اسپانیا ۲۰۱۹ نیز به نمایش درآمده است.